# Getting Even (film 1914 Hotaling)
Getting Even è un cortometraggio muto del 1914 diretto da Arthur Hotaling.

## Produzione
Il film fu prodotto dalla Lubin Manufacturing Company che già nel 1911 aveva fatto uscire un altro cortometraggio dallo stesso titolo.

## Distribuzione
Distribuito dalla General Film Company, il film - un cortometraggio di 120 metri - venne distribuito nelle sale USA il 17 febbraio 1914. Nelle proiezioni, veniva programmato con il sistema dello split reel, accorpato in un'unica bobina con un altro cortometraggio prodotto dalla Lubin e diretto da Hotaling, la commedia An Innocent Victim.